# Aston Martin DB5
La Aston Martin DB5 è un'autovettura Gran Turismo prodotta dal 1963 al 1965 dalla casa automobilistica britannica Aston Martin in collaborazione con la Carrozzeria Touring, che ha utilizzato il suo metodo proprietario Superleggera. 
Fu un affinamento delle ultime versioni della DB4 di cui cercava di migliorare le caratteristiche di prestazioni, comfort e sfruttabilità.
È conosciuta anche per essere la vettura personale di James Bond in vari film della saga, a partire da Agente 007 - Missione Goldfinger (1964), e per il suo coinvolgimento nella leggenda della morte di Paul McCartney.

## Contesto

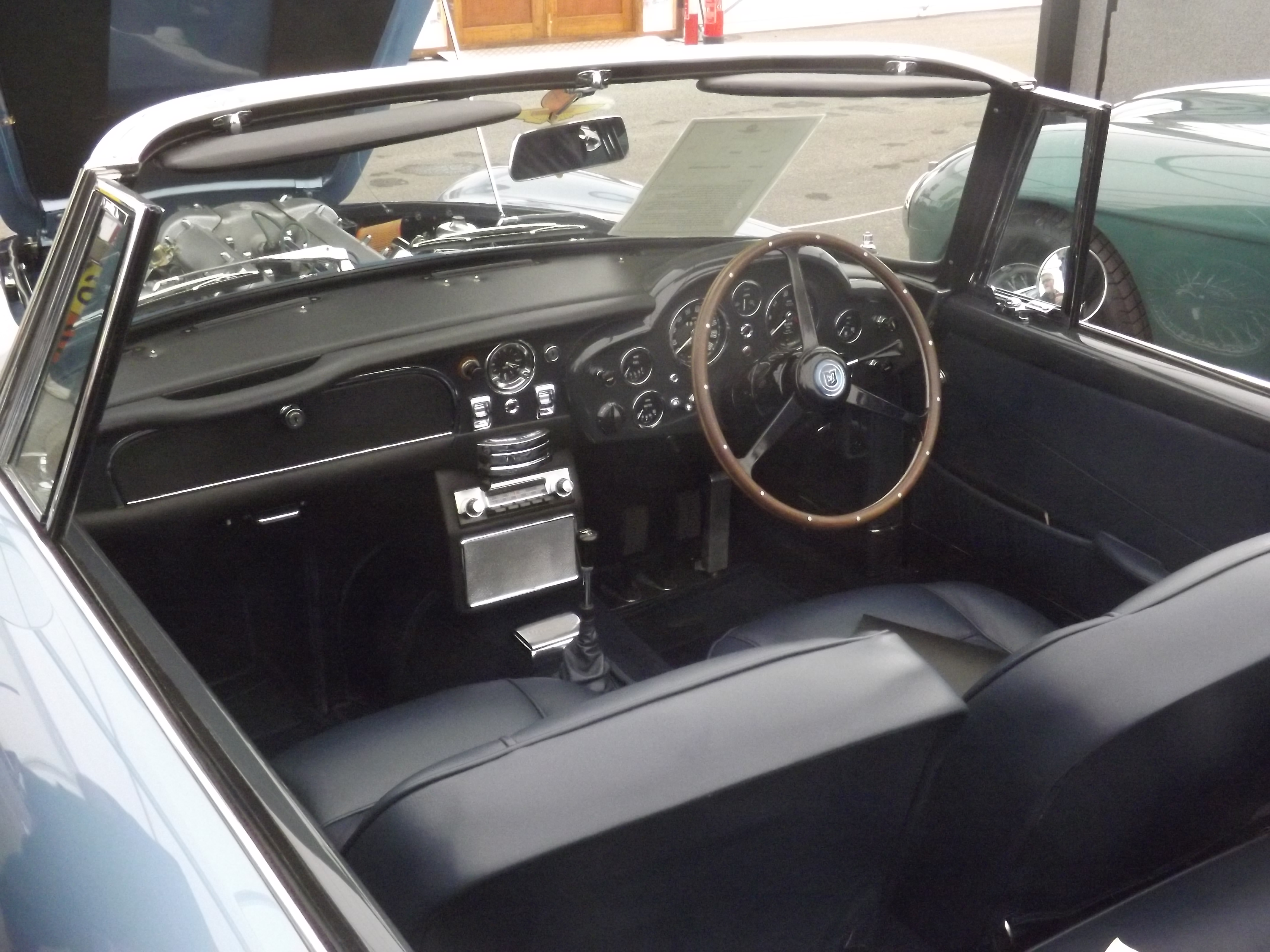
Interni di una Aston Martin DB5 Volante del 1965

Nel 1963 la Aston Martin aveva bisogno di rinnovare il suo modello di punta, la DB4, ma senza dover stravolgere la linea, ancora valida, e la meccanica, sempre prestazionale; perciò si optò per un bel rinnovamento del modello esistente.
Rispetto al modello DB4 il motore 6 cilindri in linea bialbero tutto in lega leggera venne modificato aumentando la cilindrata per ottenere una maggiore elasticità di funzionamento. Infatti l'aumento della cubatura, passata da 3670 a 3995 cm3, non aumentava di molto la potenza ma la coppia motrice ebbe un incremento del 5% a tutto vantaggio della regolarità e della progressività. Il motore era sempre alimentato da 3 carburatori SU che producono una potenza di 282 CV (210 kW), portando l'auto ad una velocità massima di 240km/h (149 MPH). 
Il gruppo trasmissione venne aggiornato con il cambio ZF a 5 marce, dapprima optional e poi di serie dal telaio nº 1340, e da una frizione Laycock maggiorata con molla a diaframma più facile da azionare. Le sospensioni adottarono nuovi ammortizzatori posteriori regolabili su 2 tarature Armstrong Selectaride. L'impianto frenante fu migliorato con l'adozione di un nuovo impianto frenante Girling a doppio circuito, più efficiente del precedente Dunlop. L'alternatore prese il posto della dinamo. 
Esteticamente la DB5 si differenziava dalla DB4 per il frontale con i fari carenati, che tuttavia si era già visto sulla DB4 GT "passo corto" (soli 100 esemplari) e sulla DB4 Vantage e la mostrina DB5 sul parafango anteriore e sul cofano posteriore. Tuttavia anche questa configurazione del frontale venne modificata per un utilizzo migliore; la cornice dei fari risulta più larga per evitare l'infiltrazione d'acqua e la presenza, in alcuni modelli, degli indicatori di direzione arancioni sul muso
Altri piccoli particolari vennero modificati come il doppio bocchettone per il rifornimento di benzina, i vetri azzurrati, gli alzacristalli elettrici, le luci di cortesia, il cric idraulico e, a richiesta, il tetto apribile Webasto e la radio Blaupunkt.
Le dimensioni della DB5 sono identiche a quella della DB4, ma la nuova versione ha un peso più elevato.

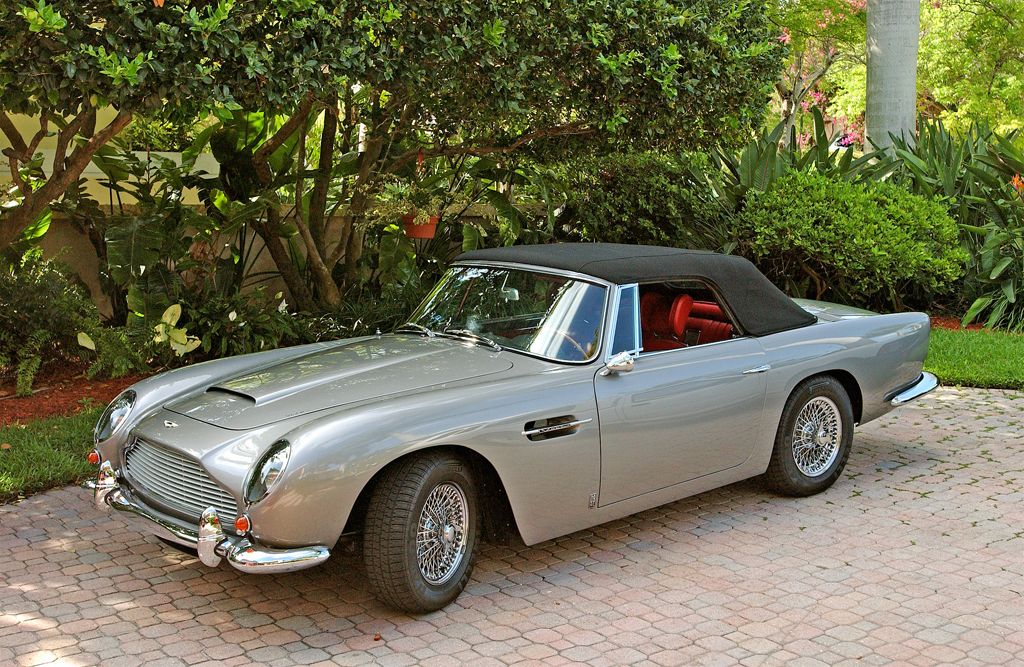
La versione cabriolet della DB5, battezzata "Volante"

## Produzione
Costruita in 1.033 esemplari, la produzione va dal numero di telaio DB5C/1251 al DB5C/2275. Pur essendo la casa costruttrice inglese, la carrozzeria (come tutte le vetture della serie "DB" fino alla DB6) è stata progettata dall'italiana Touring e costruita in Inghilterra a Tickford su licenza; infatti su ogni Aston Martin vi è la scritta "Superleggera" che identifica il metodo brevettato per la costruzione della carrozzeria.

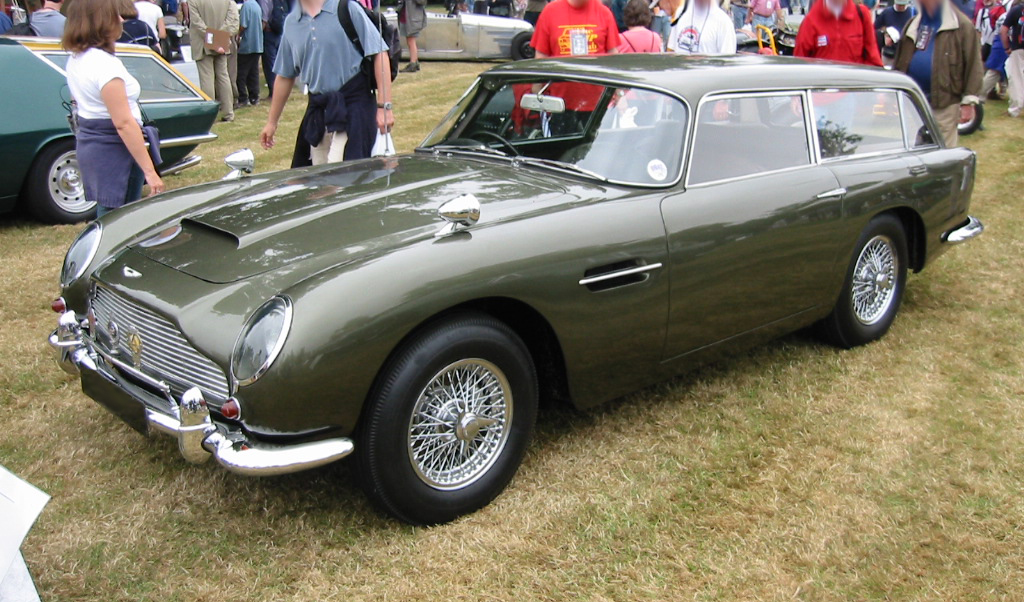
La versione Shooting Brake della Aston Martin DB5, chiamata "Estate"

Versioni particolari della DB5 sono la DB5 Vantage, modello ulteriormente potenziato e dotato di tre carburatori Weber che permettevano una potenza di 314 CV (234 Kw), fabbricato nel 1964 in 65 esemplari sugli 898 complessivi della versione coupé; la seconda variante è rappresentata dalla versione cabriolet conosciuta come DB5 Volante prodotta in soli 123 esemplari; la terza versione è la variante Shooting Brake battezzata "Estate", realizzata in soli 12 esemplari dalla carrozzeria indipendente Harold Radford sfruttando il posteriore di vetture Triumph.
Quest'ultima versione nacque per volontà diretta di David Brown che era un grande appassionato di caccia e possessore di cani di razza e aveva bisogno di una vettura sportiva ma capiente per poter praticare i suoi passatempo preferiti. Risolse il problema facendo modificare una normale DB5 in Shooting Brake dalla carrozzeria della casa inglese. Questa vettura ebbe un tale successo che il carrozziere indipendente Radford ricreò questa versione a partire da normali DB5.

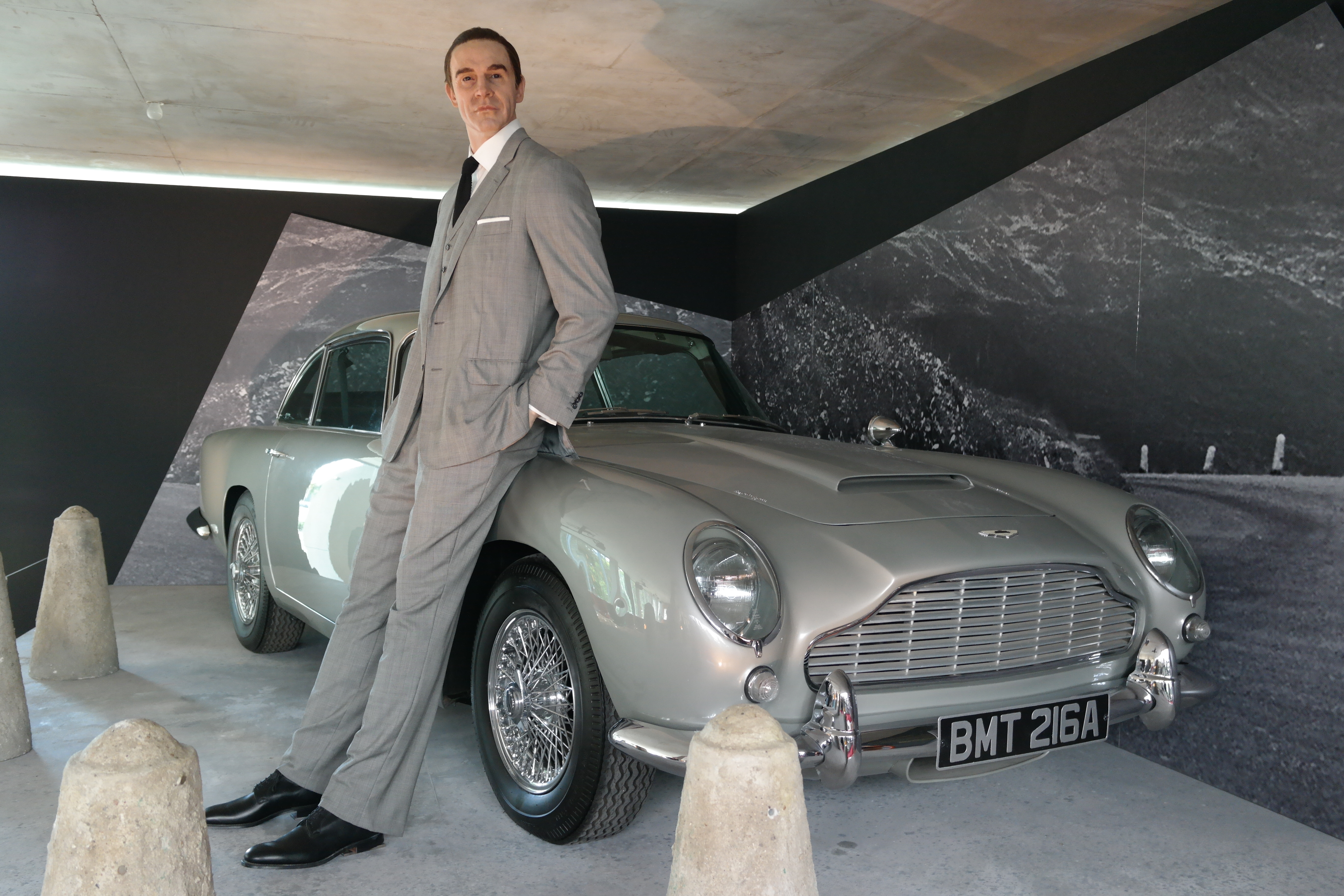
Statua di cera di Sean Connery con un'Aston Martin DB5, fotografata nella Galleria d'arte di Rotterdam in occasione della mostra: "50 anni di Bond Style"

## L'Aston Martin DB5 e James Bond
Questa vettura divenne famosa in tutto il mondo per essere la vettura personale di James Bond, l'agente segreto creato da Ian Fleming, a partire dal film Goldfinger (1964). La vettura venne utilizzata anche nel successivo film di James Bond, sempre impersonato da Sean Connery, Thunderball (1965). Da qui in poi Bond preferì altre auto alla DB5, salvo poi ritornare alla vettura inglese quando venne impersonato per la prima volta da Pierce Brosnan in GoldenEye (1995). La vettura riapparse sempre al fianco di Brosnan ne Il domani non muore mai (1997) e Il mondo non basta (1999). Con l'arrivo di Daniel Craig in Casino Royale (2006), Skyfall (2012), Spectre (2015) e No Time to Die (2021) la vettura continuò ad essere al fianco dell'agente segreto 007 come vettura personale.
La vettura di Bond è una DB5 argento non strettamente di serie ma arricchita negli anni da una serie di accessori "fuori catalogo": mitragliatrici dietro gli indicatori di direzione anteriori, speroni che fuoriescono dall'asse posteriore per tranciare le gomme, scudo antiproiettile estraibile dal bagagliaio dietro il lunotto posteriore, scanner radar per individuare gli obiettivi sensibili, rostri dei paraurti che fuoriescono per speronare i veicoli inseguiti, targhe intercambiabili "BMT 216A" (UK), "4711-EA-62" (Francia) e "LU 6789" (Svizzera), getti d'olio nascosti dietro i fanalini posteriori per far scivolare via gli inseguitori, sedile del passeggero eiettabile tramite pulsante rosso nascosto sotto il pomello del cambio, fumogeni per coprire la fuga, vetri antiproiettile, cannoni che sparano getti d'acqua ad alta pressione per allontanare i malintenzionati, spandichiodi, radiotelefono con fax Alpine 7817R e scomparti segreti in cui nascondere le armi, partendo dalla Walther PPK.